# 加納魮
加納魮（学名：Barbus gananensis）為輻鰭魚綱鯉形目鯉科魮属的其中一個種。該物種主要分布於非洲索馬利亞的Juba與Awata河流域，體長可達17.6公分。

## 扩展阅读
維基物種上的相關：加納魮